# Fantasía en sol mayor, BWV 572

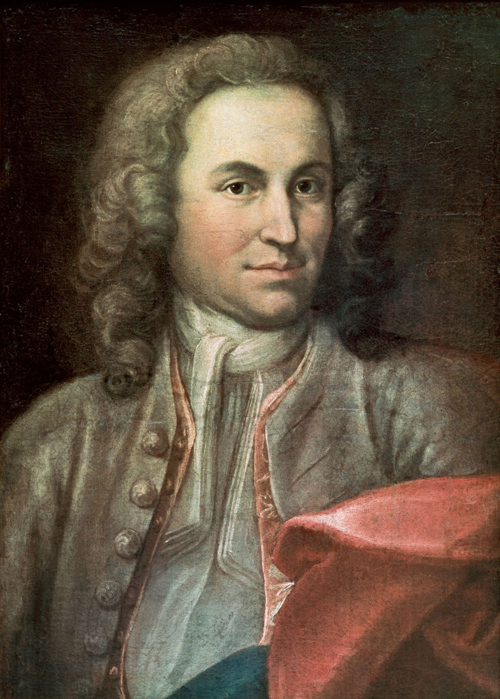
Retrato de Johann Sebastian Bach de 1715.

La Fantasía en sol mayor, BWV 572 es una pieza escrita para órgano por el compositor barroco alemán Johann Sebastian Bach. Es una fantasía sola, sin fuga, aunque la misma tiene tres movimientos, Allegro, Grave y Lento. Al igual que la gran mayoría de la música de Bach de antes de 1723, hoy en día sobrevive gracias a copias que realizaron sus alumnos.

## Análisis
Los eruditos de la música de Johann Sebastian Bach se encuentran de acuerdo en que la Fantasía en sol mayor fue compuesta antes de 1712, lo más probable es que se gestase cuando Bach se encontraba trabajando en Weimar (1708-1717). En esta pieza Bach renuncia a aquella tendencia del Barroco que consistía en escribir música para teclado que pueda ser transcrita de órgano para clavecín. La pieza es resultado de la influencia de Dietrich Buxtehude.

### Allegro
La pieza empieza con el Allegro en un compás de 12/8, es muy dinámico y alegre, connota una total ausencia del pedal, aunque, las líneas de bajo con pedal son un elemento crucial en los obras para este instrumento, su abandono complementaría a un vacío en la pieza. El vigor juvenil y el énfasis en la destreza digital que marca el Allegro del principio de la Fantasía en sol mayor, Bach abre con una introducción que establece el perfecto escenario para la sección más densa por venir. El organista hace uso de pocos instrumentos, y de tonalidades agudas. Se pueden escuchar dos voces en algunos compases.

### Grave
El segundo movimiento, llamado Grave, se divide en cinco voces, hay un gran cambio en el uso de instrumentos, se emplean muchos, usando algunas tonalidades más graves. Aquí nos encontramos con Bach componiendo la música de órgano en su mayor parte idiomática, produce una textura adecuada, tanto para el instrumento como para temperamento del compositor. El principio usa acordes mantenidos para lograr el grandioso impacto y crea una atmósfera barroca (similar al acorde mantenido en cada comienzo de las seis secuencias de la Fantasía en sol menor, BWV 542). El material temático tiende a descender. Después de un cierto desarrollo motívico, se introducen los pedales y se trasladan cromáticamente hacia arriba, aumentando la tensión y la creación de la disonancia. La sensación general es más de improvisación como el contrapunto denso se relaja y las notas pedal comienza a ir hacia abajo cromáticamente con pasajes que fluye libremente por las dos manos.

### Lento
Vuelve a un estilo similar al del Allegro. Con la diferencia que el pedal tiene mayor protagonismo.